# Saprosites catenatus
Saprosites catenatus är en skalbaggsart som beskrevs av Fauvel 1903. Saprosites catenatus ingår i släktet Saprosites och familjen Aphodiidae.
Artens utbredningsområde är Nya Kaledonien. Inga underarter finns listade i Catalogue of Life.